# Merodon lusitanicus
Merodon lusitanicus is een vliegensoort uit de familie van de zweefvliegen (Syrphidae). De wetenschappelijke naam van de soort is voor het eerst geldig gepubliceerd in 1993 door Willem Hurkmans.